# Américain Bioscope

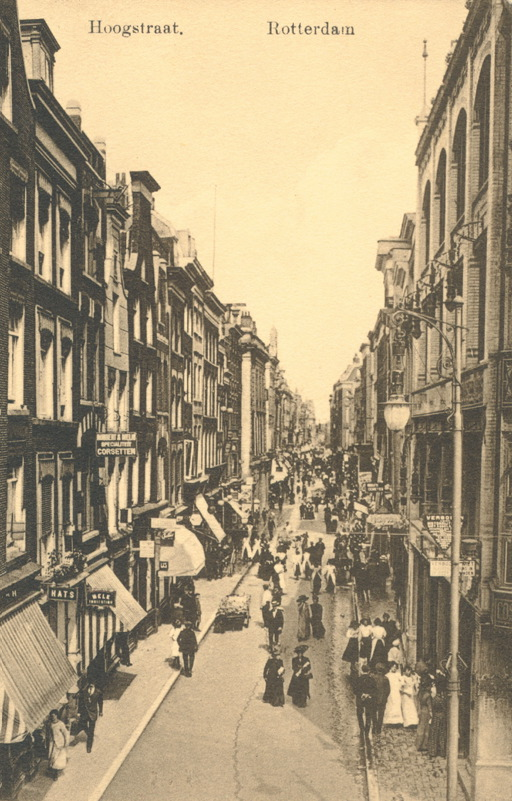
Hoogstraat Rotterdam

De Américain Bioscope was een bioscoop in Rotterdam.

## Geschiedenis

### Een nieuwe bioscoop
Op 8 januari 1911 openden de exploitanten J.F. Strengholt en H. Mohren de Américain Bioscope aan de Rotterdamse Hoogstraat 161. Indertijd was het pand gelegen "tussen de Goudsche Wagenstraat en de Fransche Bazar". J.F. Strengholt was de vader van F.L.D. Strengholt die met name in de jaren '40 een van de belangrijkste film- en bioscoopondernemers van het land zou worden. De compagnons Strengholt en Mohren runden ook twee andere bioscopen in de stad: Hollandia en Apollo.

### 'Bioscoopkoorts'
Begin jaren 1910 was er een echte bioscopen-boom gaande en vooral in en rond de Hoogstraat schoten de filmtheaters als paddenstoelen uit de grond. In 1911 openden in deze straat behalve Américain Bioscope ook Kosmorama en Scala, gevolgd door Imperial en Thalia in 1912, Hollandia (1913) en Tivoli (1914). Kortom: Rotterdammers zagen in en om de Hoogstraat een ware bioscoopkoorts uitbreken...
In 1924 werd het pand afgebroken om plaats te maken voor de uitbreiding van Vroom en Dreesmann.